# Friedrich Zacher

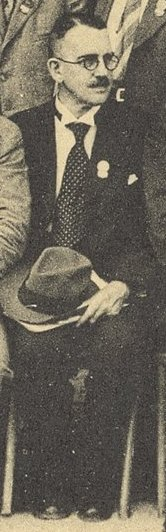
F. Zacher beim Internationalen Entomologischen Kongreß in Madrid 1935

Friedrich Zacher (* 18. Juni 1884 in Breslau; † 16. September 1961 in Berlin) war ein deutscher Entomologe.
Zacher war nach der Promotion 1910 (Beiträge zur Revision der Dermapteren) ab 1911 an der Biologischen Reichsanstalt in Berlin-Dahlem. Er war dort Oberregierungsrat und Vorstand des Labors für Vorrats- und Speicherschädlinge. Nach dem Krieg war er ab 1945 Abteilungsleiter am Institut für Ernährungs- und Verpflegungswissenschaft und ging 1952 in den Ruhestand. Er war Honorarprofessor an der TH Charlottenburg.
Neben Schadinsekten, besonders Käfern und Heuschrecken, befasste er sich mit Ohrwürmern und Stummelfüßern.

## Schriften
- Die Geradflügler Deutschlands und ihre Verbreitung 1917
- Die Vorrats-, Speicher- und Materialschädlinge und ihre Bekämpfung 1927